# Bandera de Besalú
La bandera oficial de Besalú té la descripció següent:
Bandera apaïsada de proporcions dos d'alt per tres de llarg, dividida verticalment en dues parts iguals, la primera (tocant al pal) de color vermell amb la creu patriarcal d'altura 7/9 parts de l'alt de la bandera i de color groc, i la segona composta de nou pals verticals d'igual amplada, cinc grocs i quatre vermells.

## Història
L'Ajuntament va iniciar l'expedient d'adopció de la bandera el 19 d'abril de 1995, i aquesta va ser aprovada el 10 de maig següent, i publicada en el DOGC núm. 2057 el 31 de maig del mateix any.
La bandera està basada en l'escut heràldic de la localitat; també és partida, i en cada partició s'hi representa exactament el mateix que l'escut: una creu patriarcal de color groc sobre fons vermell a la primera partició, i quatre pals de color vermell sobre fons groc en la segona partició.